# Xã Dresden, Quận Kingman, Kansas
Xã Dresden (tiếng Anh: Dresden Township) là một xã thuộc quận Kingman, tiểu bang Kansas, Hoa Kỳ. Năm 2010, dân số của xã này là 309 người.